# Magical BAD trip
Magical BAD trip（マジカルバッドトリップ）は、日本のヴィジュアル系ロックバンド。
略称はマジトリ。

## 概要
2024年4月30日に大阪で行われたワンマンライブで始動。同日に1st single『Magical BAD trip』を自主レーベルVibra Verse Recordsより発売。同曲が朝日放送テレビの『MUSIC HOUSE』『GAKUON!』で特集される。
行き場を無くした貴方の居場所(トリップ)がコンセプト。
ファンの名称はらりらー。
自らの音楽スタイルを「コテ」「キラ」「ラウド」を組み合わせた造語「コテキラウド」と語り、コミカルな振りを交えたキャッチーな曲から、ラウド色の全開の幅広い音楽スタイルを得意とする。2024年12月22日に雪が脱退したと公式サイトにて発表された。

## メンバー
麻瑠（まる）（5月29日）- ボーカル
血液型：AB型
出身：非公開
担当：紫、白
主に作詞、作曲を担当。アパレルブランドのモデルなど幅広い活動をしている。

魅咲（みさき）（8月24日）- ギター
血液型：不明
出身：岐阜県
担当：赤
ヴィジュアル系バンドのTHE MICRO HEAD 4N'S のローディーをしている。

## ディスコグラフィー
|     | タイトル         | 発売日        | 収録曲                                       | 品番    | 備考     |
| --- | ---------------- | ------------- | -------------------------------------------- | ------- | -------- |
| 1st | Magical BAD trip | 2024年4月30日 | 1. Magical BAD trip 2. 爆情セラピー 3. CounT | VV-0001 |          |
| 2nd | Z世代            | 2024年7月23日 | 1. Z世代                                     | VV-0002 | 配信限定 |

## イベント
- 2024年
  - 4月30日 心斎橋CLAPPER Magical BAD trip始動ワンマンライブ『マジトリ～マジで無理なあなたの居場所～』
  - 5月24日 Studio246 JUSO『ハナキン～華金～』
  - 6月5日 心斎橋CLAPPER 麻瑠＆雪共同生誕祭『ぱーぷるすのー』
  - 6月28日 Studio246 JUSO『ハナキン～華金～』
  - 7月26日 Studio246 JUSO『ハナキン～華金～』